# Chrťany
Chrťany (ungarisch Hartyán – bis 1907 Tóthartyán) ist eine Gemeinde im Süden der Slowakei mit 120 Einwohnern (Stand 31. Dezember 2024). Sie gehört zum Okres Veľký Krtíš, einem Kreis des Banskobystrický kraj.

## Geographie
Die Gemeinde befindet sich am Übergang von der Hochebene Krupinská planina in den Talkessel Ipeľská kotlina, im seichten Tal des Baches Chrtiansky potok im Einzugsgebiet des Ipeľ. Das Ortszentrum liegt auf einer Höhe von 229 m n.m. und ist 16 Kilometer von Veľký Krtíš entfernt.
Zur Gemeinde gehört auch die südlich des Hauptortes gelegene Siedlung Jazero.
Nachbargemeinden sind Pravica im Norden, Závada im Osten, Dolná Strehová und Vieska im Süden, Horná Strehová im Westen und Brusník im Nordwesten.

## Geschichte
Chrťany wurde zum ersten Mal 1227 als Harkyan schriftlich erwähnt und war ab dem 13. Jahrhundert Besitz mehrerer Familien, wie zum Beispiel Aba, Szécsényi, Balassa sowie anderen. Zwischen 1554 und 1593 stand das Gebiet unter türkischer Besetzung. Im 17. Jahrhundert waren die Ansiedlungen zwischen den Herrschaften Blauenstein und Divín geteilt. Im 18. Jahrhundert betrieb man hier Eisenerzförderung. 1828 zählte man 26 Häuser und 171 Einwohner, die als Landwirte und Saisonarbeiter beschäftigt waren.
Bis 1918/1919 gehörte der im Komitat Neograd liegende Ort zum Königreich Ungarn und kam danach zur Tschechoslowakei beziehungsweise heute Slowakei.

## Bevölkerung
| Jahr                | 1994 | 2004    | 2014     | 2024     |
| ------------------- | ---- | ------- | -------- | -------- |
| Anzahl der Personen | 111  | 115     | 151      | 120      |
| Unterschied         |      | +3,60 % | +31,30 % | −20,52 % |

| Jahr                | 2023 | 2024    |
| ------------------- | ---- | ------- |
| Anzahl der Personen | 124  | 120     |
| Unterschied         |      | −3,22 % |

Gemäß der Volkszählung 2011 wohnten in Chrťany 151 Einwohner, davon 134 Slowaken, zwei Magyaren und ein Rom. Ein Einwohner gab eine andere Ethnie an und 13 Einwohner machten keine Angabe zur Ethnie.
59 Einwohner bekannten sich zur Evangelischen Kirche A. B. und 49 Einwohner zur römisch-katholischen Kirche. 12 Einwohner waren konfessionslos und bei 31 Einwohnern wurde die Konfession nicht ermittelt.